# پرتیکا آلتا
پرتیکا آلتا (به ایتالیایی: Pertica Alta) یک کومونه در ایتالیا است که در استان برشا واقع شده‌است. پرتیکا آلتا ۲۰ کیلومتر مربع مساحت و ۵۹۵ نفر جمعیت دارد.